# حاجي مير نظام (قشلاق الجنوبي)
حاجي میر نظام (بالإنجليزية: Hajji Mir Nezam)‏ هي قرية تقع في إيران في أردبيل.